# Уайтхед, Густав Альбин
Густав Альбин Уайтхед (англ. Gustave Albin Whitehead, при рождении Густав Альбин Вайсскопф (нем. Gustav Albin Weisskopf; 1 января 1874 — 10 октября 1927) — пионер авиации, разработавший и построивший двигатели и сверхлёгкий самолёт, на котором, как полагают некоторые историки авиации, совершил полёты с двигателем ранее чем за два года до братьев Райт. Его деятельность в авиации относится к 1895—1911 годам, однако за это время он не получил признания. В 1901 году несколько газет сообщили о том, что он якобы совершил несколько полётов в штате Коннектикут, но он заявлял о более длительном полёте в 1902 году. Интерес утих, когда Уайтхед не смог повторить эти полёты. О нём забыли, пока в 1935 году в журнальной статье и последующей книге не описали его достижения, что возобновило споры о первенстве полёта на самолёте. Иммигрант из Германии в США. 

## Ранние годы

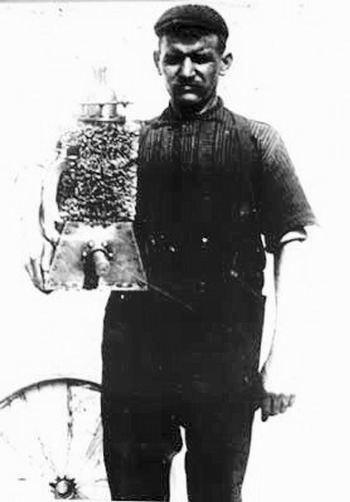
Густав Уайтхед и его ранний двигатель

Густав Уайтхед родился в Лёйтерсхаузене, Бавария, и был вторым ребёнком в семье Карла Вайсскопфа и его жены Бабетты. Ещё мальчиком он интересовался полётами, экспериментируя с летающими змеями, получил прозвище «лётчик». Вместе с другом он ловил и привязывал птиц для изучения их полёта, пока полиция это не пресекла. Его родители умерли в 1886 или 1887 годах, когда он был подростком. Густав прошёл обучение на механика и отправился в Гамбург, где в 1888 году стал членом команды парусного судна. Годом позже он вернулся в Германию, а затем переехал к родственникам в Бразилию. Он снова вышел в море, и в течение нескольких лет он продолжал изучать ветер, погоду и полёт птицы. Вернувшись в Германию, Густав в 1893—1894 годах посетил пионера планеризма — Отто Лилиенталя. В следующем году Густав Уайтхед иммигрировал в США.
В 1897 году от имени Клуба Аэронавтики Бостона Уайтхед был нанят издателем Дж.Б. Милле для того, чтобы строить планёры и летать на них. Построил несколько аппаратов, один из которых был создан под влиянием планёра Лилиенталя. Он летал на небольшие расстояния. Альберт Б. С. Хорн, помощник, писал: «Легковес должен был бы лететь дальше, чем Уайтхед…» (Уайтхед был крупным и тяжёлым человеком).
Кроме того, в 1897 году промышленник Хорсман в Нью-Йорке нанял Уайтхеда как специалиста по ручным планёрам, авиамоделям и двигателям для летательного аппарата. В это время Уайтхед решил создать двигатель для одного из планёров.

## Питтсбург, 1898—1899 годы
В 1934 году свидетели подтвердили, что Уайтхед совершил самый ранний полёт на аппарате с двигателем длиной в около половину мили (примерно 750 м.) в Питтсбурге в апреле или мае 1899 года. Луи Дарварич, друг семьи Уайтхедов, сообщил, что они совершили совместный полёт на высоте от 6 до 8 метров на моноплане с паровым двигателем и врезались в трёхэтажное здание. Дарварич сообщил, что он был занят - топил котёл, и получил серьёзные ожоги, после чего несколько недель пролежал в больнице.
Пожарный Мартин Девэйн, которого вызвали на тушение этого пожара, свидетельствовал:

…Я полагаю, что прибыл сразу после того, как нечто врезалось в кирпичное здание — недавно построенный жилой дом на О’Нил Эстейт. Я припоминаю, что кто-то получил травмы и был отправлен в больницу. Я могу идентифицировать изобретателя Густава Уайтхеда по изображению, показанному мне.
Оригинальный текст (англ.)…I believe I arrived immediately after it crashed into a brick building, a newly constructed apartment house on the O’Neal Estate. I recall that someone was hurt and taken to the hospital. I am able to identify the inventor Gustave Whitehead from a picture shown to me.

В связи с несчастным случаем Уайтхеду запретили в дальнейшем производить эксперименты с полётами в Питтсбурге, и он переехал в Бриджпорт.
Как только Дарварич, друг и ассистент Густава Уайтхеда, покинул больницу, он последовал за ним в Бриджпорт, чтобы продолжить работу.

## Коннектикут, 1900—1927 годы
Авиационное событие, в связи с которым Уайтхед получил наибольшую известность, по свидетельствам, имел место в Файрфилде, Коннектикут, 14 августа 1901 года. По сообщению газеты Bridgeport Herald и сообщениям нескольких свидетелей более чем через 30 лет после даты описываемого события, которые утверждали, что Уайтхед совершил управляемый полёт на аппарате тяжелее воздуха с двигателем (он получил «№ 21»), пролетев около 800 метров на высоте 15 метров и безопасно приземлился. Если этот полёт действительно был совершён, он был значительно лучше по показателям, чем лучший полёт первой серии братьев Райт (состоявшейся в Китти-Хоук более чем через два года), составивший в длину 540 метров. Спортивный репортёр газеты "Herald" Дик Хауэлл писал, что был очевидцем и даже сделал зарисовку самолёта в полёте, однако никаких фотографий этого полёта не было сделано. Газета, выходившая по воскресеньям, опубликовала статью несколькими днями позднее, и репортаж был перепечатан в New York Herald и Boston Transcript.

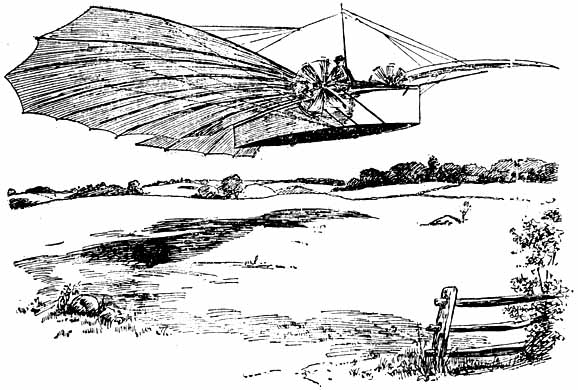
Зарисовка Дика Хауэлла, 14 августа 1901 года.

Самолёт стартовал с помощью колёс, приводимых в движение двигателем, на земле, после чего двигатель переключался на пропеллеры. Двигатели работали на смеси ацетилена и кислорода/сжатого воздуха. Для старта не использовались никакие внешние приспособления или особые погодные условия, такие как сильный встречный ветер или катапульта.
Herald сообщила, что перед попыткой пилотируемого полёта Уайтхед успешно испытал аппарат в беспилотном полёте рано утром, используя верёвки, которыми аппарат был привязан, и мешки с песком в качестве балласта. Статья сообщала, что полёт был совершён после рассвета.
Газета сообщала, что деревья были преградой для взлетевшего аппарата, и Уайтхед говорил:

Я не мог маневрировать вокруг них, используя механическое управление машиной.
Оригинальный текст (англ.)I had no means of steering around them by using the machinery.

«Он просто переместил свой вес больше к одной стороне чем к другой. В результате судно накренилось в одну сторону. Оно отклонило свой нос от зарослей деревьев на расстоянии около пятидесяти ярдов от них, и судно взяло курс вокруг деревьев так красиво, как яхта в море избегает мели. Способность управлять воздушным судном таким способом, казалось, давала Уайтхеду уверенность в себе, поскольку он, как было замечено, находил время, чтобы осмотреть пейзаж. Он оглядывался назад и махал рукой, восклицая: "Я наконец сделал это".
Оригинальный текст (англ.)He simply shifted his weight more to one side than the other. This careened the ship to one side. She turned her nose away from the clump of sprouts when within fifty yards of them and took her course around them as prettily as a yacht on the sea avoids a bar. The ability to control the air ship in this manner appeared to give Whitehead confidence, for he was seen to take time to look at the landscape about him. He looked back and waved his hand exclaiming, 'I’ve got it at last.'

Herald сообщала о благополучной посадке.
Уайтхед совершил в общей сложности четыре полёта в этот день, о чём сообщили его помощники и другие свидетели более 30 лет спустя. Они сказали, что Уайтхед направил самолёт на подходящее место на земле и посадил судно мягко, без повреждений, выключив двигатели.
Люди, работавшие с Уайтхедом в течение нескольких лет, подтвердили факт одного из полётов 33 года спустя:

Я, Юниус У. Харворт, проживающий в Детройте, Мичиган, действительно подтверждаю, что я сотрудничал с Густавом Уайтхедом в его экспериментах с летательными аппаратами тяжелее воздуха. Четырнадцатого августа одна тысяча девятьсот первого года я присутствовал и помогал, когда Г. Уайтхед совершил успешный полёт на своей машине, оснащённой двигателем, на высоте двухсот футов от земли или морского пляжа в Лордшип Манор, штат Коннектикут. Расстояние полёта составило около полутора мили, и полёт продолжался, насколько я знаю, в течение четырёх минут.Оригинальный текст (англ.)«I, Junius W. Harworth, residing at Detroit, Michigan do depose and say that I was associated with Gustave Whitehead during his experiments with heavier than air flying machines. On August, fourteenth, Nineteen Hundred and One I was present and assisted on the occasion when Mr. Whitehead succeeded in flying his machine, propelled by a motor, to a height of two-hundred feet off the ground or sea beach at Lordship Manor, Connecticut. The distance flown was approximately one mile and a half and lasted to the best of my knowledge for four minutes.»

Харворт также сообщил, что № 21 совершал полёт, пилотируемый Уайтхедом, летом 1901 года от Говард Авеню Ист до Уордин Авеню, вдоль края участка, принадлежащего Бриджпортской газовой компании. После приземления, вспоминал Харворт, машину развернули, и второй полёт был совершён обратно к Говард Авеню.
В то же самое время Сесил А. Стивенс, 16-летний школьник, встретил Уайтхеда, испытывающего свой аппарат на Гилман Эстейт. Три человека начали тянуть верёвками машину, которая через 200 футов (61 м) взлетела, поднявшись в воздух на достаточную высоту, чтобы не задеть провода телефонных линий и контактную сеть трамвая, после чего перелетела через улицу и приземлилась на территории старого цирка. Мэр О’Дайер, опираясь на показания Стивенса, произвёл измерения и установил, что расстояние полёта составило около 1,000 футов (305 м).
Уайтхед использовал два механизма для управления самолётом. Канат проходил от одного края крыла до другого через шкив, что позволяло использовать перекос крыла для управления, другой механизм использовался для независимого изменения скорости вращения двух пропеллеров. По сообщениям, для поворота вполне было достаточно перемещения веса тела пилота, поэтому в использовании перекоса крыла не было необходимости.

## Январь 1902
Уайтхед провёл два полёта 17 января 1902 года на усовершенствованной модели № 22 с двигателем мощностью 40 л. с. (30 кВт) вместо 20 л. с. (15 кВт) на № 21 и алюминиевой конструкцией вместо бамбука. В двух опубликованных письмах в журнал American Inventor он сообщил, что полёты проходили над проливом Лонг-Айленд и расстояние полётов составило 2 мили (3 км) и 7 миль (11 км) на высоте до 200 футов (61 м), полёты завершились безопасным приземлением в воду (фюзеляж аппарата представлял собой лодку). Уайтхед сообщил также, что испытал систему поворота вокруг вертикальной оси с помощью изменения скорости вращения пропеллеров и „руль“ во время второго полёта, и они работали настолько хорошо, что он смог сделать большой круг и вернуться к берегу, где его ожидали помощники. Он выражал гордость своим достижением, так как:

…, поскольку я успешно вернулся к месту старта с машиной, ранее не испытанной, и тяжелее воздуха, я считаю свою поездку настоящим успехом. Насколько я знаю, это первый подобный полёт. Ничего подобного до сих пор не было опубликовано.
Оригинальный текст (англ.)…as I successfully returned to my starting place with a machine hitherto untried and heavier than air, I consider the trip quite a success. To my knowledge it is the first of its kind. This matter has so far never been published.

Сравнивая № 22 с № 21, он повторил попытку прошлогоднего полёта, № 21 совершил четыре полёта, самый длинный из которых, по его словам, составил 4 мили и состоялся 14 августа 1901 года. Он добавил, что собирается сделать фотографии № 22 в воздухе следующей весной. По его словам, снимки, которые были сделаны 17 января, оказались неудачными из-за дождливой и облачной погоды. Редактор ответил, что с нетерпением будет ждать фотографии машины в воздухе, однако впоследствии заявил, что никаких последующих писем или фотографий от Уайтхеда не получал. Спустя десятилетия была опубликована фотография, предположительно сделанная капитаном судна.
Уайтхед не хранил № 22 в ангаре, аппарат находился на улице всю оставшуюся часть зимы со снегом и дождями. С наступлением весны техническое состояние самолёта ухудшилось, а Уайтхед не имел средств для приведения его в годное к эксплуатации состояние.

## Последующие события
Уайтхед делал двигатели, среди прочих, и для Гленна Кёртисса , которого впоследствии называли «отцом американской авиационной промышленности». Air Enthusiast писал, что

Фактически, способности и навыки в механике Вайсскопфа, возможно, могли сделать его богатым человеком в то время, когда спрос на лёгкие двигатели стремительно возрастал, однако он больше интересовался полётом. Но даже в этом случае слава о нём как о талантливом механике быстро распространилась. Его дочь, Роуз, вспоминала, что приносила домой так много писем с заказами, что едва могла поднять их. Она сказала, что однажды отец отменил 50 заказов, поскольку строил лишь такое количество двигателей на продажу, чтобы продажа их позволила бы покрыть расходы на работу над собственным самолётом.
Оригинальный текст (англ.)In fact, Weisskopf's ability and mechanical skill could have made him a wealthy man at a time when there was an ever increasing demand for lightweight engines, but he was far more interested in flying. Even so, word of his talent as a machinist spread rapidly. His daughter, Rose, remembers bringing home so many letters with orders and advance payments on engines that she could scarcely carry them. She stated that one day, her father returned 50 orders, for he built only as many engines for sale as he felt would provide him with funds to advance his own work upon airplanes.

Все инструменты и оборудование Уайтхеда были утеряны, так как он хранил свои двигатели и большую часть своих инструментов в сарае соседа — в сарае Наппа на шоссе Наппа. Впоследствии, Уайтхед приобрёл другой большой участок земли, где построил свой последний дом, на Алвин-Стрит (Алвин/Альбин — его среднее имя). (Подполковник Роберт Делбуоно из 9315-й резервной эскадрильи ВВС США вспоминал, что играл в этом сарае в 1930-е в детстве, и корпус с крыльями аппарата Уайтхеда всё ещё были там.) Уайтхед не закончил свою работу до 1912 года.
Ли С. Берридж из Aero Club of America привлекал Уайтхеда к строительству двигателя к модели вертолёта Берриджа. Он выдал аванс на работу. Когда Уайтхед сказал ему, что его вертолёт не сможет летать, Берридж рассердился. Он отправился к Чарльзу Уитмену на Статен-Айленд, Нью-Йорк, который продавал двигатели Уайтхеда. Когда Берридж установил двигатель Уайтхеда на свой вертолёт, тот не смог подняться в воздух на испытаниях 1910 года.
Уайтхед в 1911 году самостоятельно изучал вертикальный полёт, в результате чего создал 60-лопастной вертолёт, который, без пилота смог оторвать себя от земли; однако Уайтхед понял, что он нуждается в намного более мощном двигателе, чтобы экспериментальный вертолёт стал намного более серьёзным проектом. Вскоре значительная часть его имущества была конфискована. Около 1915 года Уайтхед работал на фабрике чернорабочим и он ремонтировал двигатели, чтобы прокормить своё семейство.

Уайтхед потерял глаз в результате попадания металлической стружкой на Бриджпортской фабрике. Он также перенёс сильный удар в грудь фабричным оборудованием, по всей видимости эта рана внесла свой вклад в усиливающиеся приступы ангины. Эти проблемы привели к задержке в его работе, но, несмотря на это, Уайтхед продемонстрировал свой самолёт уже в 1915 году в Хемпстеде, Нью-Йорк. Уайтхед продолжал работать и изобретать. Он разработал устройство безопасного торможения, пытаясь получить приз железной дороги. Он продемонстрировал модель изобретения, но не смог выиграть этот приз. Также, Уайтхед построил «автоматический» укладывающий бетон механизм, с помощью которого он помогал строить дорогу в Лонг Хилл, к северу от Бриджпорта. От этих изобретений он получил не больше дохода, чем самолётов и двигателей.
Оригинальный текст (англ.)Whitehead lost an eye when struck by a chip of steel in a Bridgeport factory. He also suffered a severe blow to the chest when hit by a piece of factory equipment, an injury believed to have contributed to his increasing attacks of angina. These setbacks brought slowdowns in his activities, although he exhibited an aircraft at Hempstead, N.Y., as late as 1915. Whitehead continued to work and invent. He designed a braking safety device, trying for a prize offered by a railroad. He demonstrated it as a scale model but failed to win the award. He constructed an «automatic» concrete-laying machine, which he used to help build a road in Long Hill, north of Bridgeport. He profited no more from those inventions than he did from his airplanes and engines.

Когда его открытия, одно за другим, приписывались другим людям, как это произошло с самолётом, Уайтхед потерял интерес к ним. С началом Первой мировой войны в связи с предубеждением против немцев ситуация только ухудшилась. Уайтхед всегда говорил с немецким акцентом и так и не получил американского гражданства.
Он умер от инфаркта 10 октября 1927 года после попытки снять двигатель из автомобиля, который он восстанавливал.

## Самолёты

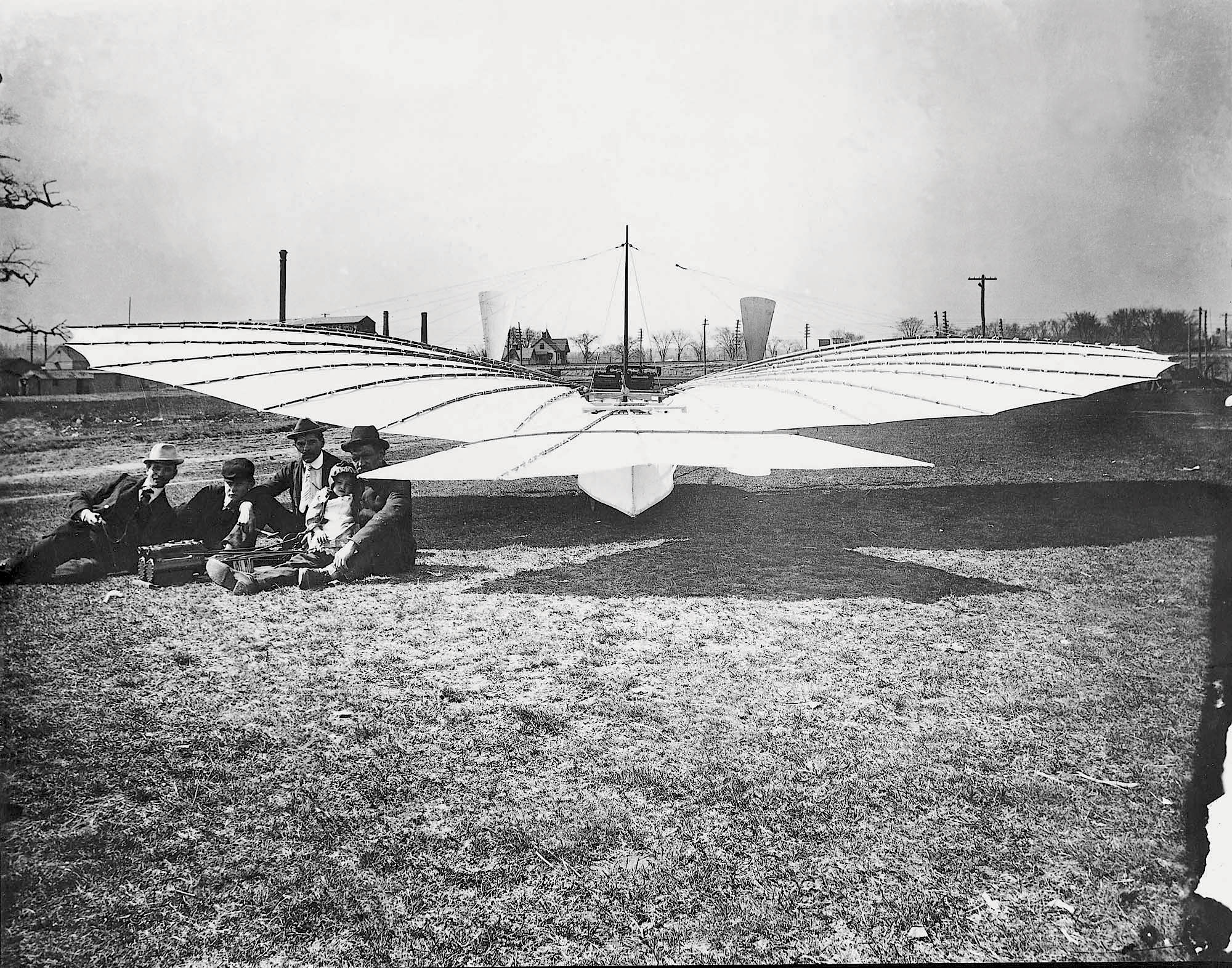
Густав Уайтхед и его моноплан 1901 года рядом с магазином Уайтхеда. Его дочь, Роуз, сидит на коленях у отца.

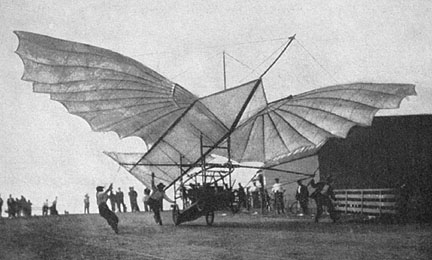
Большой планёр Уайтхеда типа Альбатрос — около 1905—1906

Самолёт Уайтхеда № 21 был монопланом с размахом крыла 36 футов (11 метров). Крылья были сделаны из шёлка, рёбра жёсткости — из бамбука, связанные стальной проволокой, по форме крылья напоминали крылья парящей птицы. Самолёт был оснащён двумя двигателями: наземный двигатель мощностью 10 л. с. (7.5 кВт), предназначенный для вращения колёс, чтобы достигнуть взлётной скорости, и ацетиленовый двигатель мощностью 20 л. с. (15 кВт), вращающий два пропеллера, которые для стабильности вращались в противоположном друг другу направлениях.
У № 22 был двигатель мощностью 40 л. с. (30 кВт), а бамбук был заменён на алюминий. Использование алюминия применено в американской и мировой авиации впервые Уайтхедом, как и ряд других инноваций. Среди них резиновые колёса со спицами, вроде колёс мотоцикла, использование цементных взлётно-посадочных полос, первый дизельный двигатель на самолёте и т. д.
Согласно сообщениям свидетелей самолёт стартовал без какой-либо внешней помощи, с плоской поверхности и приземлялся на другую плоскую поверхность или на воду. Во время полёта крен управлялся пилотом путём перемещения собственного веса, как на планёре, тангаж управлялся крылом на хвосте; рыскание — подачей разной мощности на два двигателя.

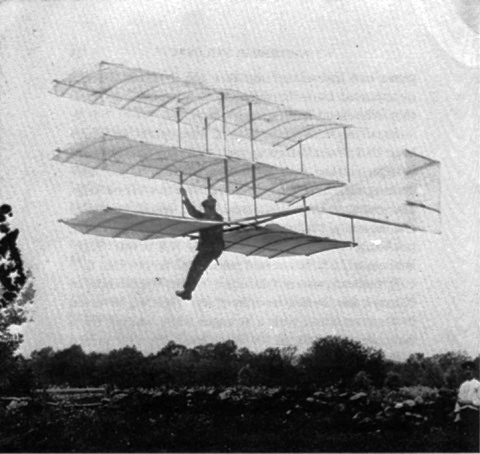
Уайтхед в воздухе на его планёре № 1

Уайтхед был опытным строителем планёров и пилотом, кроме его работы с моторизированным планёром. Он строил и летал на планёрах в 1897—1904 годах.
Когда у Уайтхеда не было достаточно средств для строительства самолётов, полёты на планёрах всё ещё были ему доступны, и Густав Уайтхед стал очень опытным планеристом.

## Реконструкции
Для того, чтобы проверить возможность полёта Уайтхеда на № 21 в 1901 году и подтвердить его приоритет первого полёта на самолёте некоторые американские энтузиасты авиации начали строительство в 1985 году реконструкции машины Уайтхеда, заменив, однако, опасные ацетиленовые двигатели Уайтхеда на современные лёгкие двигатели. 29 декабря 1986 года Энди Кош совершил 20 полётов, из которых самый дальний составил около 100 метров. 18 февраля 1998 года немецкая реконструкция пролетела около 500 метров.
Американский актёр Клифф Робертсон, опытный лётчик, изучал вопрос о первенстве полёта Уайтхеда.

В 80-х Робертсон решил проверить легенду о Густаве Уайтхеде, немецком иммигранте, который, возможно, построил и совершил полёт на самолёте в Бриджпорте, Коннектикут в 1901 году, за два года до братьев Райт. Робертсон построил копию аппарата Уайтхеда сам пилотировал его, посадив на взлётно-посадочную полосу в Бриджпорте. Он взлетел с несущего его трейлера и совершил короткий полёт, что подтвердило возможность полёта Уайтхеда. "Мы никогда не будем оспаривать несомненную роль братьев Райт, "сказал Робертсон, «но если этот бедный маленький немецкий иммигрант действительно построил самолёт и однажды совершил полёт, то давайте дадим ему признание, которое он заслуживает»
Оригинальный текст (англ.)In the '80s, Robertson decided to put to test the legend of Gustave Whitehead, the German immigrant who supposedly built and flew an airplane in Bridgeport, Conn., in 1901 -- two years before the Wright Brothers. Robertson rebuilt Whitehead's craft and piloted it himself down a runway in Bridgeport. It lifted off the trailer holding it and briefly took flight, lending credence to the story. 'We will never take away the rightful role of the Wright Brothers,' Robertson said, 'but if this poor little German immigrant did indeed get an airplane to go up and fly one day, then let's give him the recognition he deserves.'

## Исследования
Работа Уайтхеда оставалась почти полностью неизвестной как в обществе, так и в авиационных кругах до тех пор, когда в 1935 году журнал Popular Aviation не опубликовал статью «Совершил ли Уайтхед первый полёт с двигателем раньше братьев Райт?», которая была написана в соавторстве Стеллой Рэндольф, начинающим автором, и специалистом по истории авиации Харви Филлипсом. Рэндольф развила статью в книгу, «Забытые полёты Гюстава Уайтхеда», изданную в 1937. Статья и книга вернули имя Уайтхеда из забвения и стали причиной последующих споров, которые продолжались в течение многих лет среди энтузиастов авиации и историков о том, являются ли работы Уайтхеда фактом или легендой.
Рэндольф определила места полётов и взяла интервью у людей, которые сообщили, что они видели полёт Уайтхеда приблизительно за 30 лет до опроса, или в качестве его помощников, временных работников, или соседских детей, в результате в её книгу попало более дюжины показаний, подтверждённых под присягой. Эти показания — ключевые свидетельства, которые наряду со статьёй в Bridgeport Herald подтверждали факт полёта Уайтхеда.
Сын Уайтхеда Чарльз дал интервью в 1945 году микропрограмме, которая привела к другой журнальной статье, которая в свою очередь стала основой для статьи в Reader's Digest, имевшей большое количество читателей. Орвилл Райт, которому тогда было уже за семьдесят, был вынужден ответить и опубликовал статью «Мифический полёт Уайтхеда» в 1945 году в журнале U.S. Air Services, имевшем намного меньший круг подписчиков.
Споры о первенстве практически утихли до 1960-х годов, когда Уильям О’Дайер, отставной майор ВВС, случайно нашёл на чердаке в доме в Коннектикуте несколько фотографий аппарата Уайтхеда, хотя и не в полёте. После этого он посвятил себя исследованию работы Уайтхеда и стал убеждённым сторонником приоритета Уайтхеда. О’Дайер предоставил информацию для второй книги Рэндольф, «История Густава Уайтхеда, летавшего до братьев Райт», опубликованной в 1966 году.
О’Дайер также написал книгу, «История договора», опубликованную в 1978. В ней он писал, что «договор» 1948 года между Смитсоновским институтом и наследниками братьев Райт является незаконным, так как он предполагает отказ от официального признания достижений Уайтхеда. О существовании «договора» не было известно широкой общественности до 1975 года.
«Договор» между Райт и Смитсоновским институтом, который запрещает официальным представителям Смитсоновского института говорить о том, что кто-либо совершил пилотируемый, управляемый полёт самолёта с двигателем до братьев Райт. В частности он говорит о следующем:

Параграф 2 (d)

«Ни Смитсоновский институт или его преемники, ни музей или иное агентство, бюро или организации, управляемые Смитсоновским институтом, или для США Смитсоновским институтом или его преемниками не должны издавать или публично демонстрировать отчёт или таблички в связи с или относительно любой другой модели самолёта или проекта, датируемых ранее самолёта Райт 1903 года, утверждая, что такой аппарат мог совершить управляемый пилотируемый полёт с помощью собственного двигателя».
Оригинальный текст (англ.)Paragraph 2 (d)

"Neither the Smithsonian Institution or its successors, nor any museum or other agency, bureau or facilities administered for the United States of America by the Smithsonian Institution or its successors shall publish or permit to be displayed a statement or label in connection with or in respect of any aircraft model or design of earlier date than the Wright Aeroplane of 1903, claiming in effect that such aircraft was capable of carrying a man under its own power in controlled flight".

Если Смитсоновский институт не сможет соблюдать это соглашение, параграф 4 договора определяет, что «владение вышеупомянутым самолётом должно автоматически должно вернуться к его продавцу» — речь идёт о самолёте братьев Райт, который их наследники продали за символическую сумму в один доллар Смитсоновскому институту.
Вышеописанный договор завершил длинные и ожесточённые споры между семьёй Райт и Смитсоновским институтом относительно первого полёта самолёта. Несмотря на то, что основой спора было признание Смитсоновским институтом в качестве первого самолёта Аэродром Лэнгли, сторонники приоритета Уайтхеда считают, что договор незаконно отказывает в признании его работы. Журнал Air Enthusiast писал в январе 1988:

Свидетельства, собранные в его пользу, чётко указывают, что вне всяких сомнений первый полностью контролируемый полёт с двигателем, больший чем просто стартовый «скачок», засвидетельствованный прессой, имел место 14 августа 1901 года около Бриджпорта, Коннектикут. Для того, чтобы это опровергнуть, смитсоновцы должны более чем просто объявить его обманом, закрывая глаза на все показания под присягой, письма, магнитные записи интервью и газетные сообщения, которые засвидетельствовали гений Вайсскопфа.
Оригинальный текст (англ.)«The evidence amassed in his favour strongly indicates that, beyond reasonable doubt, the first fully controlled, powered flight that was more than a test „hop“, witnessed by a member of the press, took place on 14 August 1901 near Bridgeport, Connecticut. For this assertion to be conclusively disproved, the Smithsonian must do much more than pronounce him a hoax while wilfully turning a blind eye to all the affidavits, letters, tape recorded interviews and newspaper clippings which attest to Weisskopf’s genius.»

Др. Питер. Л. Якоб, глава авиационного подразделения Смитсоновского Национального музея авиации и космонавтики, заявил в 2005 году, что договор не будет ограничивать право Смитсоновского института признания приоритета за любым человеком как изобретателем самолёта, если тому будут бесспорные свидетельства:

Мы готовы признать такое точное представление истории изобретения самолёта, насколько это возможно, независимо от последствий, которые могли быть исходя из условий договора. Тем не менее, в наши дни, как и в 1948 году, нет никаких бесспорных свидетельств, что Уайтхед или кто—либо ещё летели до братьев Райт.
Оригинальный текст (англ.)«We would present as accurate a presentation of the history of the invention of the airplane as possible, regardless of the consequences this might incur involving the agreement. Having said that, however, at this time, as in 1948, there is no compelling evidence that Whitehead or anyone else flew before the Wright brothers.»

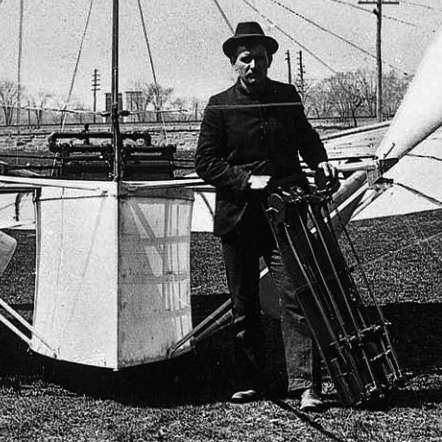
Уайтхед в рабочей одежде

Уильям О’Дайер писал в журнале Flight Journal:

Ещё в 1960-х, когда мы начали наше расследование, нам сообщили, что Смитсоновский Музей авиации и космонавтики ничего не знал о ранних попытках полёта Уайтхеда с двигателем, пока в 1937 году не вышла книга Стеллы Рэндольф. Около двух десятилетий спустя мы обнаружили, что смитсоновцы издали «Библиографию аэронавтики», покрывающую период до 1912 года; в ней указано большое количество ссылок на имена Уайтхед и Вайсскопф. В связи с тем, что книга Музея содержала такое большое количество ссылок на источники в своей коллекции и они знали об о работах и полётах Уайтхеда, трудно понять, почему смитсоновцы никогда не выходили на контакт с Уайтхедом или его родственниками после его смерти в 1927 году. Его двигатели, бумаги и негативы всё ещё находились в его доме, пока его семья не переехала во Флориду после Второй мировой войны. К сожалению, немногое сохранилось: пять книг, которые он изучал, работающая модель его парового двигателя 1898 года в масштабе, а также несколько различных деталей и деревянных образцов, спасённых Стеллой Рэндольф в середине 1930-х годов. Всё остальное оказалось на свалке или в пунктах сбора металлолома.
Оригинальный текст (англ.)«Back in the 1960s when we began our investigation, we were informed that the Smithsonian NASM had no knowledge about Whitehead’s early claims of powered flight until Stella Randolph’s book came out in 1937. Nearly two decades later, we discovered the Smithsonian had produced a „Bibliography of Aeronautics“ covering the years up through 1912; in it, a great number of the references are cross-indexed under the names of both Whitehead and Weisskopf. Since the Museum’s book covering references on hand in their collection shows they knew a lot about what was being reported about Whitehead’s work and claims, it is hard to understand why the Smithsonian never once contacted Whitehead, or for that matter, ever contacted his family after his death in 1927. His engines, papers and original glass negatives were still at his home until the time his family moved to Florida after WW II. Unfortunately, little has survived: five of the books he studied along with a working scale model of his 1898 steam engine and some miscellaneous parts and wooden patterns salvaged by Stella Randolph in the mid-1930s. All else went to the town dump or to scrap-metal yards.»

В 1968 году власти штата Коннектикут официально признало Уайтхеда «Отцом авиации штата Коннектикут». Это не согласовывалось со мнением законодателей Северной Каролины, однако его члены свои возражения высказали только несколько лет спустя:

Принимая во внимание, что Генеральная Ассамблея Северной Каролины аннулирует заявление группы жителей штата Коннектикут и Государственного Законодательного органа о том, что Гюстав Уайтхед, житель Бриджпорта, штат Коннектикут, был первым человеком, который совершил пилотируемый, управляемый полёт на аппарате тяжелее воздуха 14 августа 1901; и….
Принимая во внимание, что, Бриджпорт известен другим большим шоуменом, промоутером и циркачом, П. T. Барнумом, который сказал, «Каждую минуту рождается лох»; и
Принимая во внимание, что Генеральная Ассамблея Северной Каролины верит ложному заявлению о том, что Гюстав Уайтхед был первым человеком, который совершил … пилотируемый, управляемый, полёт с двигателем….
Сейчас, поэтому, согласно решению Сената, Палата представителей согласных с нашим мнением…..
Братья Райт совершили первые в мире успешные полёты с двигателем, пилотируемые и управляемые на самолёте в Килл Дэвилс Хиллс около Китти Хок, Северная Каролина, утром 17 декабря 1903.
Оригинальный текст (англ.)«Whereas, the North Carolina General Assembly repudiates the contention of a group of Connecticut residents and that State’s Legislature, that Gustave Whitehead, a resident of Bridgeport, Connecticut, was the first man to achieve sustained, controlled flight in a heavier than air machine on August 14, 1901; and….

Whereas, Bridgeport is famous for another great showman, promoter and circus man, P. T. Barnum, who said, „There’s a sucker born every minute.“; and
Whereas, the North Carolina General Assembly gives no credence to the false claim that Gustave Whitehead was the first man to achieve…sustained, controlled, powered flight….
Now, therefore, be it resolved by the Senate, the House of Representatives concurring…..

The Wright Brothers made the world’s first successful powered, sustained and controlled flights in an airplane at Kill Devil Hill near Kitty Hawk, North Carolina, on the morning of December 17, 1903.»

## Фотографии
Так как фотографии любого из самолётов Уайтхеда в полёте не были найдены или не существуют, и единственным таким изображением является нарисованный рукой эскиз репортёром Бриджпортского Herald, трудно однозначно подтвердить сообщения о полёте. Уайтхед очевидно не мог позволить себе проводить полёты с двигателями позднее, поэтому они могли быть хорошо задокументированы.
Согласно Уильяму О’Дайеру, Бриджпортская газета Daily Standard сообщила, что фотографии, на которых запечатлён Густав Уайтхед в успешном полёте с двигателями действительно существовали и демонстрировались в витрине магазина Лайн и Грумман Хардвар на Мэйн-стрит, Бриджпорт, Коннектикут, в октябре 1903 года.
Другая утерянная фотография, которая согласно свидетельству запечатлела Уайтхеда в полёте с двигателем, была продемонстрирована в Первом Ежегодной выставки Американского аэроклуба в 1906 году, которая проходила в 69-м Арсенале в Нью-Йорке. Фотография была упомянута 27 января 1906 в статье в журнале Scientific American на страницах 93 и 94 редактором отдела аэронавтики Стэнли Бичем, который помогал финансировать работу Уайтхеда в течение нескольких лет. В статье указывалось, что стены выставочной комнаты были завешены большой коллекцией фотографий, изображающих машины таких изобретателей как Уайтхед, Берлинер и Сантос-Дюмон. На других фотографиях были дирижабли и воздушные шары в полёте. Также в статье указывалось, что это была единственная потёртая фотография большого похожего на птицу аппарата в воздухе, построенного Уайтхедом в 1901 году, другой фотографией была фотография модели самолёта Лэнгли с двигателем в успешном полёте.
Энтузиаст авиации Энди Кош, преподаватель из средней школы в Коннектикуте, и сенатор Джордж Гантэр слышали о ещё одной фотографии Уайтхеда в полёте на самолёте № 22. У них была информация, что капитан по фамилии Браун сделал запись в вахтенном журнале об Уайтхеде, летящем над проливом Лонг-Айленд и даже сфотографировал самолёт в полёте.
Знакомый, который пересматривал вещи на чердаке дома в Ист Лайм, Коннектикут, сказал Кошу, что он натолкнулся на журнал капитана в кожаном переплёте, содержащий фотографию Уайтхеда в полёте с описанием увиденного. Позднее, когда друг узнал о ценности журнала, он попытался найти его, однако владельцы переехали в Калифорнию. Кош в конечном счёте вступил в контакт с ними, но они позже сказали ему, что они не смогли найти журнал, и поиски вахтенного журнала и фотографии зашли в тупик.

## Споры и противоречия
Единственное известное интервью с женой Уайтхеда состоялось в 1940 году, спустя много лет после событий 1901 и 1902 годов.
В 1940 году в интервью с репортёром Майклом Д’Андреа из газеты Bridgeport Sunday Post, Луиза Уайтхед сказала, что её муж был всегда занят двигателями и самолётами, когда он не работал на угольных складах или фабриках, чтобы заработать деньги для его авиационного хобби. Она сказала: «Я испытывал крайне неприятное чувства, когда видела сколько времени и средств он вкладывает в эту работу».
Госпожа Уайтхед сообщила, что первыми словами её мужа после возвращения домой из Файрфилда 14 августа 1901, было восклицание: «Мама, мы поднялись!». Госпожа Уайтхед, однако, сказала, что она никогда не видела ни одного из полётов своего мужа.
Работа Уайтхеда по решению проблемы полёта съедала значительную часть семейного бюджета. Луиза Уайтхед должна была работать, чтобы справляться со всё возрастающими расходами
Оппоненты Уайтхеда часто упоминали следующее заявление для дискредитации его работы:

Возможно, последнее слово в вопросе нужно оставить жене Густава Уайтхеда, Луизе Таба Уайтхед, которая никогда не вспоминала о том, что видела полёт своего мужа на летающих машинах.
Оригинальный текст (англ.)«Perhaps the last word in the matter should be left to Gustave Whitehead’s wife, Louise Tuba Whitehead, who never recalled seeing her husband fly in his flying machines.»

Также ставится под сомнение, что эскиз Дика Хауэлла полёта на самолёте № 21 14 августа 1901 года, опубликованный в Bridgeport Herald, на самом деле не был изображением с натуры, а только домыслом репортёра.
Критики также указывают на показания Стэнли И. Бича, сына редактора Scientific American,, а позже редактора этого журнала. Между Бичем и Уайтхедом произошла крупная ссора после того, как Уайтхед отказался от дальнейшей работы над самолётом, разработанным Бичем. В 1937 Бич опроверг заявление о том, что Уайтхед совершил полёт до 1903:

Я не считаю, что какая-либо из его машин когда-либо отрывалась от земли под тягой собственных двигателей несмотря на многочисленные утверждения, что он летал.
Оригинальный текст (англ.)«I do not believe that any of his machines ever left the ground under their own power in spite of the assertions of many persons who think they saw him fly.»

Тем не менее, ранее он писал:

Я знаю, что запатентованный им самолёт был устойчив в воздухе, относительно горизонтальной и продольной осей, а также всегда будет приземляться «как блин», а не опускать нос при посадке.
Оригинальный текст (англ.)«I know that the airplane patented by him was inherently stable, laterally and longitudinally, and that it would always make a 'pancake' landing instead of a nose dive.»

Если Бич утверждал такое, то очевидно, что он наблюдал более чем один полёт и более чем одно приземление аппарата Уайтхеда.
Смитсонианцы, как указывалось выше, отрицали, что когда-либо слышали об Уайтхеде, однако позднее было обнаружено, что собственные публикации Смитсоновского института содержат ссылки на фамилии Уайтхед и Вайсскопф. Смитсонианцы также настаивают на том, что жена Уайтхеда и его семья не знали ничего о полётах в августе 1901 года, согласно Якабу.
Свидетель возможно по имени Эндрю Силли не мог быть найден в 1930-х годов, однако О’Дайер заключил, что Бриджпортский Herald напечатал его имя с орфографической ошибкой, и этим человеком был фактически Эндрю Сьелли, ближайший сосед Уитхеда, который умер до того, как это несоответствие было обнаружено.

О’Дайер, перерывая старые городские справочники Бриджпорта в 1970-х годах, обнаружил, что Эндрю Силли, швейцарский или немецкий иммигрант, также известный как Цилли или Сьелли, переехал в Бриджпорт в 1902 году. Тем временем прежние соседи Силли в Файрфилде уверили О’Дайера, что он всегда говорил им, что присутствовал на полёте Уайтхеда в 1901 году.
Оригинальный текст (англ.)«O’Dwyer, searching through old Bridgeport city directories in the 1970s, found that Andrew Cellie, a Swiss or German immigrant also known as Zulli and Suelli, had moved to the Pittsburgh area in 1902. Meanwhile, Cellie’s former neighbors in Fairfield assured O’Dwyer that Cellie had „always claimed he was present when Whitehead flew in 1901.“» 

Члены CAHA и служившие в 9315-й эскадрилье в Бриджпорте, Файрфилде, Стратфорде и Милфорде разыскивали соседей и помощников Уайтхеда. Они также находили некоторых, переехавшие в другие части штата Коннектикут и США. Из приблизительно 30 человек, у которых взяли показания под присягой или с записью на магнитную ленту, 20 сказали о том, что видели полёты, восемь указали, что слышали о полётах, а двое считали, что Уайтхед не совершал полётов.
Оригинальный текст (англ.)«Members of the CAHA and the 9315th Squadron went door-to-door in Bridgeport, Fairfield, Stratford, and Milford to track down Whitehead’s long-ago neighbors and helpers. They also traced some who had moved to other parts of Connecticut and the United States. Of an estimated 30 persons interviewed for affidavits or on tape, 20 said they had seen flights, eight indicated they had heard of the flights, and two felt that Whitehead did not fly.» 

Одно из свидетельств, полученное в 1930-х годах, возможно, опровергает заявления о полёте Уайтхеда. Air Enthusiast писал:

В показании под присягой Джеймса Дикки 2 апреля 1937 он заявляет, что, по его мнению и насколько он знает, самолёт, показанный его «на изображения № 32 и № 42» никогда не летел, что он не знает Эндрю Силли, и что тот не присутствовал утром 14 августа 1901. Хотя на первый взгляд это заявление кажется разрушающим претензии Вайсскопфа, этот документ наполнен ошибками и доказанными искажениями. Размеры самолёта, описанного Дикки, не имеют вообще ничего общего с размерами аппарата № 21, который Вайсскопф испытывал 14 августа; поэтому, Дикки не мог быть знаком с этим самолётом. Когда майор О’Дайер говорил с ним о показании под присягой, "(Он) признал, что двигатель, описанный в этом был тем, расположенный на земле, имел тяжёлые котлы, передающие пар через брандспойт на трубу, заставляя его вращаться для испытания привязанного самолёта. Двигатель не был предназначен для использования в самолёте, и никогда не использовался. В свете более поздних показаний Дикки, его более раннее показание под присягой имеет небольшую ценность, и оно не осветило все факты, известные ранее.
Оригинальный текст (англ.)In James Dickie’s affidavit of 2 April 1937, he states that, to the best of his knowledge and belief, the aircraft shown him «in pictures No 32 and 42» never flew, that he does not know Andrew Celli, and that he was not present on the morning of 14 August 1901. Although it initially appears very damaging to Weisskopf’s claims, this document is riddled with errors and proven distortions. The dimensions of the aircraft described by Dickie have nothing at all in common with those of machine No 21, which Weisskopf tested on 14 August; therefore, Dickie cannot have been acquainted with that aeroplane. When Major O’Dwyer spoke with him about the affidavit, "(He) admitted that the engine described in it was one stationed upon the ground, having heavy boilers transmitting steam through a hose to the pipe, causing it to revolve for the testing of tethered aircraft. The engine was not intended for use in aircraft, and never was. In light of Dickie’s later admissions, his affidavit of earlier date has little value and it would not have been published had all the facts been known earlier.

В 1934 году Антон Прукнер, механик, работавший несколько лет с Уайтхедом, относительно событий 17 января заявил следующее, «Я видел, как он совершает полёт над Проливом», однако он также сказал, что не помнит имён других свидетелей. Тем не менее, в 1988 году статья Air Enthusiast сообщила, «Прукнер не присутствовал при этих событиях, хотя ему об этом говорил Вайсскопф непосредственно.»
Никакие источники не приведены в этой статье для подтверждения того, что Прукнер не присутствовал, в то время как при показании под присягой Прукнер недвусмысленно заявил, что он видел эти полёты лично.
Несоответствия между показаниями людей, которые заявляли, что они были свидетелями различных полётов 14 августа 1901 года, также использовались для дискредитации Уайтхеда.
Петер Л. Якаб, представитель Национального музея авиации и космонавтики говорил:

Во время интервью жены Уайтхеда и его семьи они сказали, что ничего не знали о полётах в августе 1901 года. Как странно, что решив одну из старейших научно-технических проблем с таким захватывающим успехом, Уайтхед позабыл рассказать об этом своей жене.
Оригинальный текст (англ.)When interviewed, Whitehead's wife and family said they had no knowledge of these or the August 1901 flights. How strange, having solved one the world's oldest scientific/engineering problems with such spectacular success, Whitehead would neglect to mention it to his wife?"

## Позиция Смитсонианского института
Несмотря на слухи о договоре между смитоновцами и наследниками Райт, фактически информация об этом договоре оставалась неизвестной. О’Дайер отметил, что в 1969 году во время беседы с Полом Гарбером, в то время хранителем первого самолёта Национального музея авиации и космонавтики, Гарбер отрицал, что никакой подобный договор не существовал, добавляя, что он «никогда бы не согласился на подобную вещь».
29 июня 1975 года на годовом собрании иностранных директоров музея на авиабазе Райт-Паттерсон в Дейтоне, Огайо, произошёл громкий спор между Луи Кейси, куратором Национального музея авиации и космонавтики, и Гарольдом С. Миллером, поверенным наследников Райт. Во время спора Миллер трижды произнёс слово «договор». Кейси упомянул, что формулировка таблички на Флайере Райт должна быть изменена. Миллер горячо настаивал на том, что она не может быть изменена «согласно договору.» Миллер одержал верх.
Узнав о публичном упоминании о договоре от ветерана CAHA Харви Липпайнкотта, О’Дайер возобновил свои усилия по получению копии договора, который, как он подозревал, был причиной замалчивания Музеем информации об Уайтхеде. Письма и визиты О’Дайера к сенатору Лоуэллом Викером, мл. в Коннектикуте, сенаторское влияние и Акт о свободе информации, принудили смитсонианцев предоставить копию договора. Договор был датирован 23 ноября 1948 года. Со стороны наследников братьев Райт договор подписал Гарольд С. Миллер а «от имени Соединённых штатов Америки» А. Уэтмор, Секретарь Смитсоновского института.

## Историческое значение
Позднее исследователи авиации Луи Чмил и Ник Энглер признавали возможность полёта Уайтхеда до братьев Райт, но утверждали, что его достижение было малозначительно:

В то время как сторонники Уайтхеда настаивают, что он был первым, кто полетел, никто из них не утверждает, что его работа имела какое-либо влияние на раннюю авиацию или развитие науки. Даже если кто-нибудь когда-нибудь сделал фотографию № 21 в полёте 14 августа 1901 года, это будет не более чем примечание, любопытная аномалия в истории авиации.
Оригинальный текст (англ.)"While Whitehead believers insist that he was first to fly, no one claims that his work had any effect on early aviation or the development of aeronautic science. Even if someone someday produces a photo of No. 21 in flight on August 14, 1901, it will be nothing more than a footnote, a curious anomaly in the history of aviation."

Тем не менее, работа Уайтхеда в то время привлекала внимание различных авиационных кругов, производителей и исследователей. Например, секретарь Смитсоновского института Самуэль Лэнгли, который построил летательный аппарат под названием «Аэродром», тайно отправил своего помощника, чтобы узнать размеры и технические детали самолёта Уайтхеда. Помощник сообщил, что, по его мнению, самолёт был не годен к полёту.

В октябре 1904 года профессор Джон Дж. Дворак, профессор Физики в Университете Вашингтона в Сент-Луисе, объявил публично, что Вайсскопф продвинулся дальше в развитии самолёта, чем другие люди, которые занимались аналогичной работой.
Оригинальный текст (англ.)«In October, 1904, Professor John J. Dvorak, Professor of Physics at the University of Washington in St. Louis, announced publicly, that Weisskopf was more advanced with the development of aircraft than other persons who were engaged in the work.» 

Согласно статье Уильяма О’Дайера в Flight Journal, когда братья Райт искали лёгкий двигатель для полётов в Китти Хок, Октав Шанют убеждал Уилбура изучать одни из тех. которые были сделаны Густавом Уайтхедом. Орвилл Райт отрицал, что они когда-либо встречались с Уайтхедом в его магазине, заявляя, что они только остановились в Бриджпорте во время поездки на поезде в Бостон.
Согласно отчётам, предоставленным в 1930-е двумя рабочими Уайтхеда, братья Райт посещали магазин Уайтхеда на Пин-стрит дважды в 1902 и ранее. Один из них процитировал Уайтхеда, сказав:

Теперь, когда я рассказал им все мои секреты, держу пари, что они никогда не будут финансировать мой самолёт.
Оригинальный текст (англ.)«Now I have told them all my secrets, and I bet they will never finance my airplane anyway.»

На вопрос: как они могли догадаться, что это были именно братья Райт, Прукнер ответил, «Они должны были представиться.»
Интерес к двигателям Уайтхеда был также отмечен его дочерью Роуз, которая говорила, что её отец получал большое количество заказов на них. Уайтхед рекламировал и продавал свои двигатели самолётостроителям. Известным покупателем был Чарльз Уиттманн из Лонг-Айленда и Нью-Джерси. Уиттманн был одним из первых (1906) проектантов и производителей самолётов и планёров в США, он построил в 1923 году для армии огромный триплан с шестью двигателями бомбардировщик Барлинг.
Даже Стэнли Бич заявил, что Вайсскопф 

"заслуживает место в ранней авиации в связи с его передовыми чрезвычайно лёгкими двигателями и самолётами. Пятицилиндровый керосиновый двигатель, с которым по его утверждению, он летал над проливом Лонг-Айленд 17 января 1902 года, был, я полагаю, первым авиационным дизелем.
Оригинальный текст (англ.)«deserves a place in early aviation, due to his having gone ahead and built extremely light engines and aeroplanes. The five-cylinder kerosene one, with which he claims to have flown over Long Island Sound-on 17 January 1902 was, I believe, the first aviation Diesel.»

Биография, базирующаяся на книгах О’Дайера и Рэндольф, указывет, что двигатель Уайтхеда использовавшийся в Питсбурге, привлёк внимания пионера авиации из Австралии: 

Эта паровая машина была настолько оригинальной, что несколько лет спустя Лоренс Харгрейв говорил о использовании миниатюрных паровых машин «в стиле Вайсскопфа» и «система Вайсскопфа» по отношению к своим образцам машин в Австралии.
Оригинальный текст (англ.)«This steam machine was so ingenious that several years later Lawrence Hargrave told of using miniature designs of „Weisskopf-style“ steam machines, as well as the „Weisskopf System“ for his model trials in Australia.» 

История показывает, что Густав Вайсскопф шёл своим путём к полёту, делясь своими знаниями на этом пути. Братья Райт, очевидно, имели ту же самую страсть к полёту, но настойчиво добивались патентования, чтобы получить коммерческий результат.